# 海にかかる霧
『海にかかる霧』（うみにかかるきり、原題：해무）は、2014年公開の韓国映画。2001年に起きたテチャン号事件を戯曲化したものを、映画監督のポン・ジュノのプロデュースにより映画化。ポン・ジュノ監督作品『殺人の追憶』などで脚本を務めたシム・ソンボの初監督作品となった。
元東方神起・元JYJのパク・ユチョンが映画デビューし、青龍映画賞新人男優賞など多数の映画賞新人賞を受賞した。2015年のアカデミー賞外国語映画賞韓国代表作品。

## ストーリー
漁船チョンジン号の船長チョルジュ（キム・ユンソク）は不漁に苦しみ、漁船の修理もままならないほどに困窮していた。新人乗組員ドンシク（パク・ユチョン）以下5人の乗組員の生活のための金策に走り回る中、チョルジュは中国の朝鮮族の密航を仕方なく引き受けることとなった。密航決行の夜、荒れた沖合に出たチョンジン号に中国船から飛び移る密航者たちの中で、一人の若い女性ホンメ（ハン・イェリ）が海に転落する。それを見たドンシクは海に飛び込み、ホンメを救出する。しだいにホンメに好意を抱くようになったドンシクはホンメを船の機関室に招き入れるが、そこに海洋警察の巡視船が現れる。

## キャスト
| 役名          | 俳優             | 日本語吹替 |
| ------------- | ---------------- | ---------- |
| カン船長      | キム・ユンソク   | 山路和弘   |
| ドンシク      | パク・ユチョン   | 浪川大輔   |
| ホンメ        | ハン・イェリ     | 渡辺広子   |
| 機関長 ワノ   | ムン・ソングン   | こねり翔   |
| 甲板長 ホヨン | キム・サンホ     | 天田益男   |
| ギョング      | ユ・スンモク     | 中村和正   |
| チャンウク    | イ・ヒジュン     | 水越健     |
| ユルニョ      | チョ・ギョンスク | 御沓優子   |
| オナム        | チョン・インギ   | 渡邉隼人   |
| ギルス        | キム・ヨンウン   | 河合みのる |
| スンジョ      | キ・ジュボン     | こねり翔   |
| キム係長      | ユン・ジェムン   | 西谷修一   |
| ヨ・サング    | チョ・ドクチェ   | 水越健     |

- 日本語版制作スタッフ：演出：市来満、翻訳：高橋結花、制作：くりぷろ

## 受賞歴
- Hawaii International Film Festival 2014：The Golden Orchid Of Best Narrative Feature
- 第51回大鐘賞：新人男優賞（パク・ユチョン）
- 第35回青龍映画賞：新人男優賞（パク・ユチョン）
- 第34回韓国映画評論家協会賞：新人男優賞（パク・ユチョン）
- 第6回韓国映画記者協会今年の映画賞：新人男優賞（パク・ユチョン）
- 第15回釜山映画評論家協会賞：新人男性演技賞（パク・ユチョン）
- MAX MOVIE2015 最高の映画賞：男性新人俳優賞（パク・ユチョン）